# Міргалімсайські рудники
Міргалімсайські рудники – гірничодобувний комплекс на півдні Казахстану, який провадив розробку барит-поліметалічного родовища Міргалімсай.
Родовище Міргалімсай виявили у 1929 році. Будівництво тут рудника почали в 1941-му, на тлі підвищеної потреби у свинці для виробництва куль та виведення з експлуатації Кантагінського рудника, після якого залишилась незавантажена збагачувальна фабрика. В 1941-му одночасно з будівництвом змогли отримати 23 тисячі тон руди, яку відправляли на переробку по екстрено прокладеній залізниці.
Передгір’я хребта Каратау виявились дуже багатими на підземні води, що призвело 1949 року до повного затоплення міргалімсайської шахти «Центральная». Певну компенсацію втрачених потужностей отримали за рахунок рудника Баялдир, який заклали в 1950 році у дорозвіданій західній частині родовища. Він видавав продукцію через з’єднувальну штольню, а в 1958 році на основі Баялдиру запустили шахту «Західна». В 1951-му стала до ладу перша черга Міргалімсайської збагачувальної фабрики, а в 1953-му цей об’єкт повністю завершили.
Тим часом розробили проект спорудження на Міргалімсаї потужного гірничо-добувного підприємства, яке б видавало 4,5 млн тон руди на рік. При цьому розробку збирались вести через два рудника – «Верхній» (для розробки покладів верхніх горизонтів) та розташований у західній частині родовища «Глибокий». В 1963 році ввели в дію належну до «Верхнього» шахту «Скіпова» і з того ж року міргалімсайська руда проходила підготовку на новій Кентауській збагачувальній фабриці із отриманням свинцевого та баритового концентратів.
Спорудження «Глибокого» із запланованими для нього шахтами «Скіпова» та «Клітьова» відставало від графіку більш ніж на десяток років, причиною чого були все ті ж підземні води, які одного разу затопили «Скіпову». Щоб компенсувати відставання від графіку видобутку, потужність «Скіпової» рудника «Верхній» збільшили до 2,5 млн тон (у порівнянні з проектними 2 млн тон), а також довели до 1,5 млн тон потужність шахти «Західна».
Вже після запуску рудника «Глибокий» створили систему транспортних ухилів, які дозволяли рух самохідної техніки від поверхні через «Верхній» аж до розташованого на глибині 900 метрів тридцятого горизонту. Також комплекс «Глибокого» доповнили шахтою «Сліпа».
Рудники Міргалімсаю підпорядковувались Ачісайському поліметалічному комбінату. Останній вже з 1970-х років через вичерпання запасів найбільш багатих руд став планово-збитковим. В 1998-му Міргалімсайський комплекс затопили до тринадцятого горизонту, а між 2002 та 2004 роками рудники затопили повністю.